# Chalice

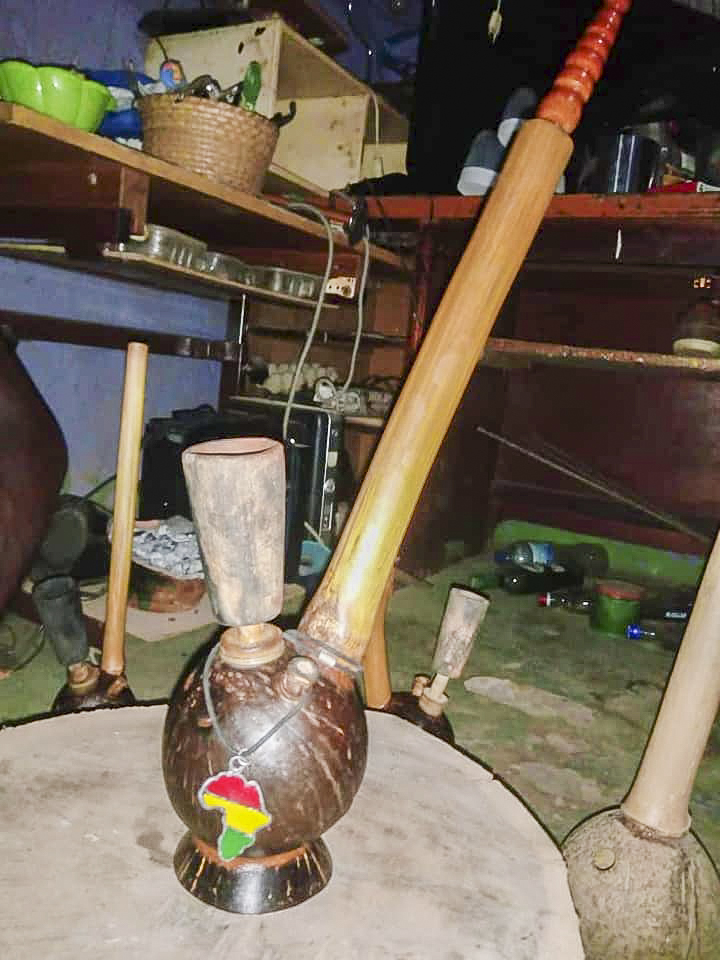

Die Chalice, auch bekannt als Wisdom Chalice oder Chillum Chalice, ist eine Pfeife, die meist von Mitgliedern der Rastafari-Bewegung zum Rauchen von Marihuana verwendet wird. 
Es handelt sich um eine Form der Wasserpfeife, in der Regel bestehend aus einem runden Gefäß (mitunter auch eine hohle Kokosnuss) mit einer Art Pfeifenkopf und einem langen, flexiblen Schlauch für die Inhalation. Das Wasser kühlt und filtert den Rauch, der Schlauch bietet zusätzlichen Luftraum für die Kühlung. 
Das Rauchen von Marihuana mit einer Chalice hat eine spirituelle Bedeutung für die Rastafari; Marihuana ist für sie eine heilige Pflanze.